# Alfa Romeo Disco Volante (1952)
Alfa Romeo Disco Volante – samochód sportowy produkowany przez włoską firmę Alfa Romeo w latach 1952–1953. Wyposażony był on w otwarte nadwozie. Samochód był napędzany przez silnik o pojemności 2,0 l. Wyprodukowano łącznie 6 egzemplarzy tego modelu. 

## Dane techniczne
- Silnik: R4 2,0 l (1997 cm³)[1]
- Układ zasilania: b.d.
- Średnica × skok tłoka: b.d.
- Stopień sprężania: b.d.
- Moc maksymalna: 158 KM (116 kW)[1]
- Maksymalny moment obrotowy: b.d.
- Prędkość maksymalna: b.d.

## Galeria

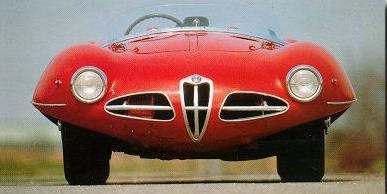
przód Alfa Romeo Disco Volante
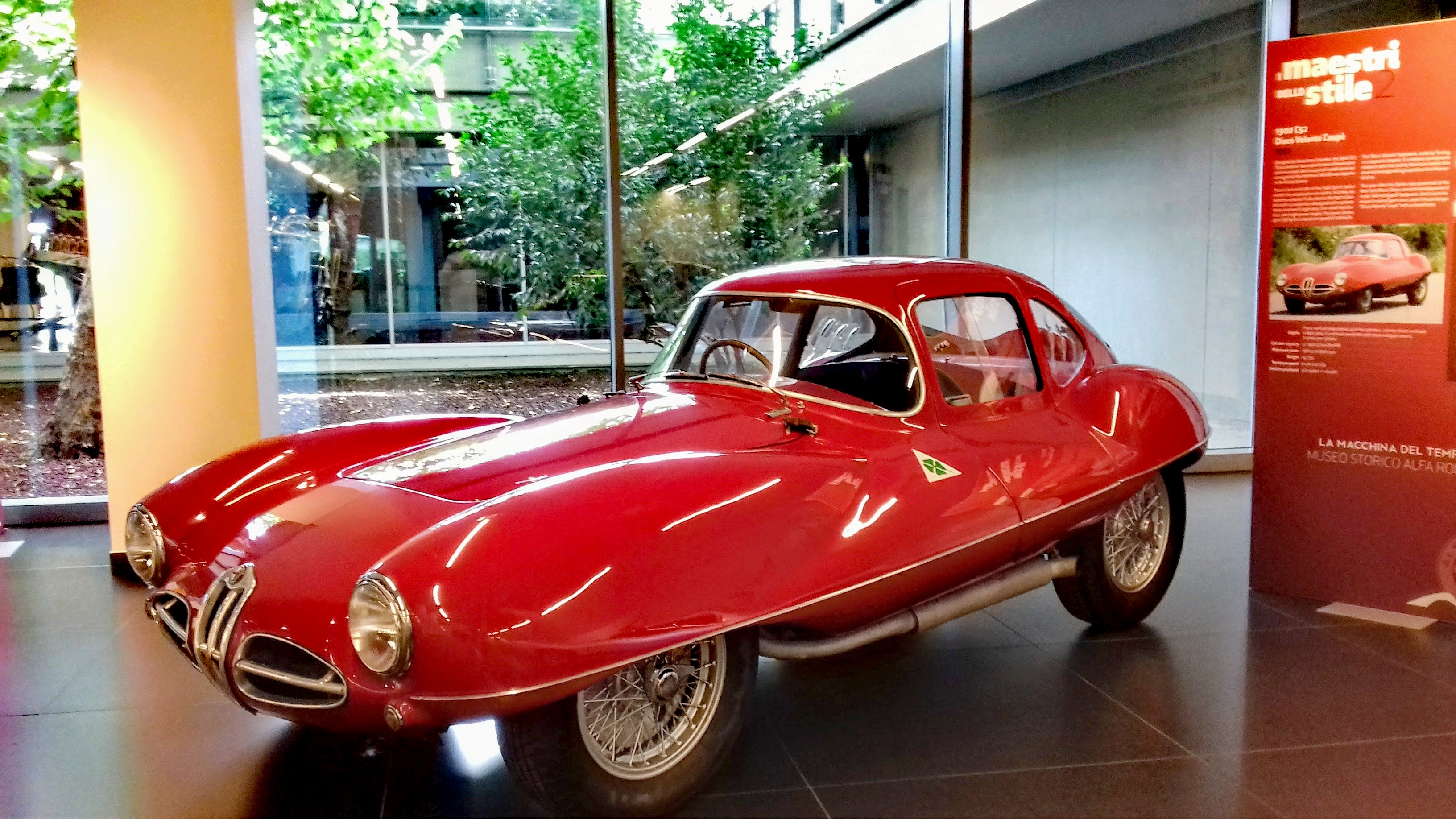
Alfa Romeo Disco Volante coupé
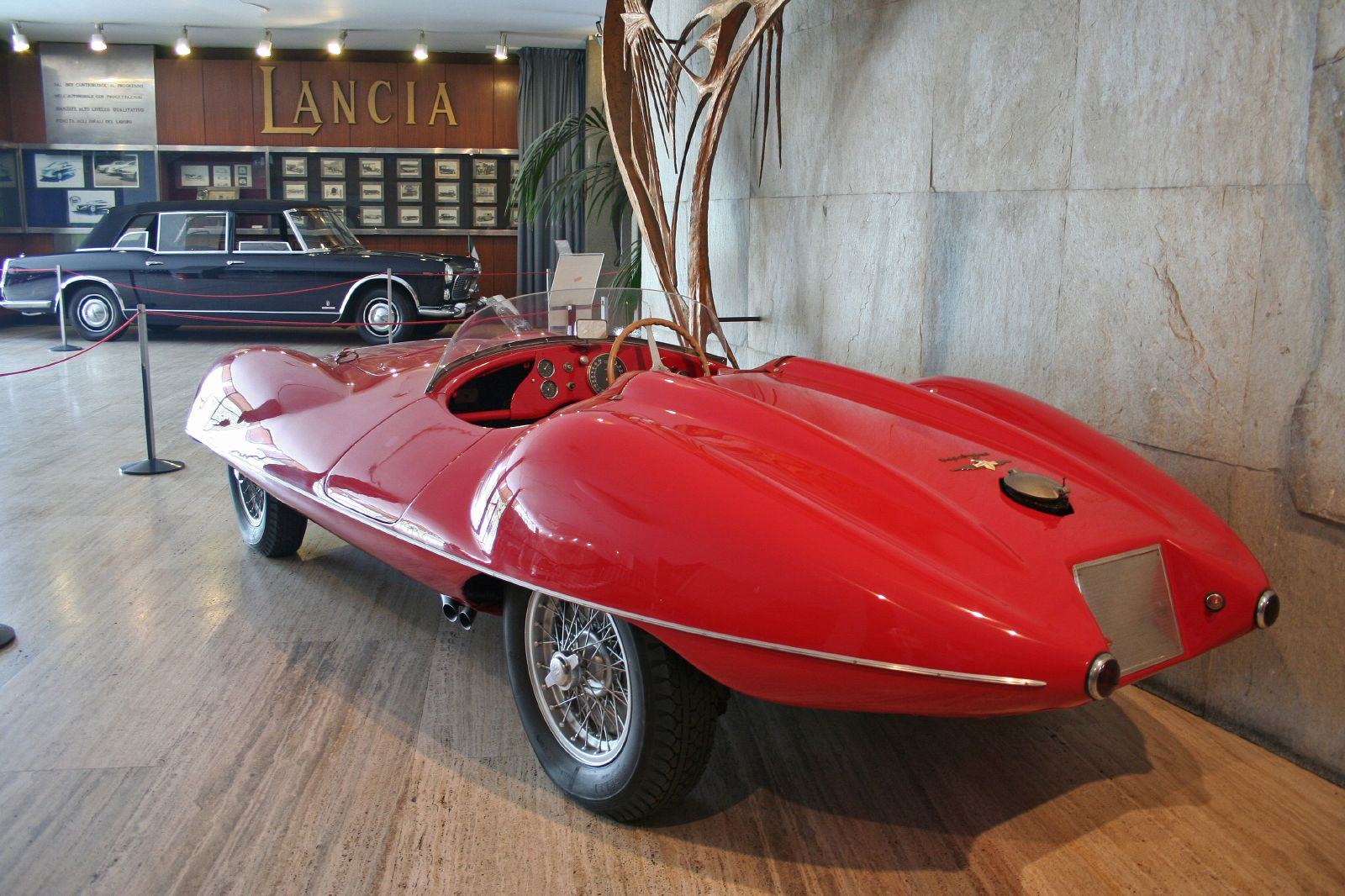
Alfa Romeo Disco Volante Spider